# Верту (кантон)
Верту (фр. Vertou) — кантон во Франции, находится в регионе Пеи-де-ла-Луар, департамент Атлантическая Луара. Входит в состав округа Нант.

## История
До 2015 года в состав кантона входили коммуны Верту и Ле-Сориньер.
В результате реформы 2015 года состав кантон изменился: в него вошли коммуны три коммуны упразднённого кантона Верту-Виньобль.

## Состав кантона с 22 марта 2015 года
В состав кантона входят коммуны (население по данным Национального института статистики за 2019 г.):
- Верту (25 541 чел.)
- Ла-Э-Фуасьер (4 691 чел.)
- Ле-Сориньер (8 765 чел.)
- Сен-Фьякр-сюр-Мен (1 236 чел.)
- Шато-Тебо (3 164 чел.)

## Политика
На президентских выборах 2022 г. жители кантона отдали в 1-м туре Эмманюэлю Макрону 36,7 % голосов против 20,3 % у Жана-Люка Меланшона и 14,4 % у Марин Ле Пен; во 2-м туре в кантоне победил Макрон, получивший 74,1 % голосов. (2017 год. 1 тур: Эмманюэль Макрон – 32,8 %, Франсуа Фийон – 21,0 %, Жан-Люк Меланшон – 20,1 %, Марин Ле Пен – 11,0 %; 2 тур: Макрон – 81,8 %. 2012 год. 1 тур: Франсуа Олланд — 32,0 %, Николя Саркози — 28,4 %, Жан-Люк Меланшон — 12,3 %; 2 тур: Олланд — 54,8 %).
С 2015 года кантон в Совете департамента Атлантическая Луара представляют мэр города Верту Родольф Амайян (Rodolphe Amailland) (Республиканцы) и член совета коммуны Ла-Э-Фуасьер Аньес Параго (Agnès Paragot) (Союз демократов и независимых).
|                | Кандидаты                           | Партия                  | Первый тур | Первый тур     | Второй тур | Второй тур |
| Кол-во голосов | Кандидаты                           | Партия                  | % голосов  | Кол-во голосов | % голосов  |            |
| -------------- | ----------------------------------- | ----------------------- | ---------- | -------------- | ---------- | ---------- |
|                | Родольф Амайян Аньес Параго         | Правый блок             | 6 127      | 58,16          | 6 499      | 58,85      |
|                | Мартен Рену-Марзорати Патрисия Элья | Левый блок ― Зелёные    | 3 668      | 34,82          | 4 544      | 41,15      |
|                | Фабьян Кайо Лоран Монду             | Коммунистическая партия | 739        | 7,02           |            |            |

|                | Кандидаты                   | Партия                  | Первый тур | Первый тур     | Второй тур | Второй тур |
| Кол-во голосов | Кандидаты                   | Партия                  | % голосов  | Кол-во голосов | % голосов  |            |
| -------------- | --------------------------- | ----------------------- | ---------- | -------------- | ---------- | ---------- |
|                | Родольф Амайян Аньес Параго | Правый блок             | 7 434      | 47,24          | 8 609      | 59,46      |
|                | Дельфин Коа-Пру Нежа Наринк | Социалистическая партия | 4 322      | 27,46          | 5 869      | 40,54      |
|                | Эрве Лека Николь Мелле      | Национальный фронт      | 2 188      | 13,90          |            |            |
|                | Софи Жюле Бернар Пессон     | Разные левые            | 1 794      | 11,40          |            |            |